# Fomento (administração pública)
O Fomento é um instrumento usado pela administração pública para incentivar, positivamente ou negativamente, iniciativas privadas, de forma que estas se condicionem à utilidade pública; reveste-se portanto, da qualidade de atividade administrativa.

## Conceito
A atuação do Estado não se esgota nas quatro funções tradicionais: o poder de polícia; a prestação de serviços públicos; o ordenamento econômico; e o ordenamento social. Indo além, essa atuação abrange também a função de estimular o desenvolvimento integrado da sociedade, proporcionando incentivos às pessoas (individualmente e coletivamente consideradas) a potencializarem e aperfeiçoarem suas ações, abrindo-lhes uma nova perspectiva: a de ter “acesso a instrumentos públicos de incentivo dispostos para a promoção de seu progresso".
Com efeito, a Constituição brasileira de 1988, em seu artigo 3°, II, constitui a garantia do desenvolvimento nacional como um objetivo fundamental da República, produzindo assim, uma gama de incentivos ao progresso, principalmente sobre o aspecto social e econômico, na medida em que positiva tal texto e o coloca em grau de importância elevado. Cabendo ao legislador infraconstitucional a tarefa de melhor realização desta tarefa, mas, inserindo a ideia de Fomento juntamente as outras quatro funções tradicionais do Estado.
De acordo com o autor Diogo de Figueiredo, “pode-se conceituar a função administrativa de fomento público como o estímulo oferecido direta, imediata e concretamente pela Administração, na forma da lei, a iniciativas reconhecidas como de interesse geral para o progresso e aperfeiçoamento do homem em sociedade”. Diante do exposto, percebe-se a importância e singularidade deste tema, pois, aqui, o Estado não exerce uma função de caráter impositivo, mas age a depender do consenso dos beneficiários, seja indivíduo, associação ou empresa.

## Limites do Fomento na Atividade Econômica
Através da obra “O fomento como instrumento de intervenção estatal na ordem econômica”, de Floriano Peixoto de Azevedo Marques Neto, pode-se entender que, no âmbito econômico, em consonância à livre inciativa, a Constituição Federal, em seu art. 170, estabelece comandos a serem atingidos pelo Estado no que diz respeito à economia do país. Assim, impõe-se uma atuação concreta fundada na valorização do trabalho humano e na livre iniciativa assegurando a existência digna dos cidadãos a partir de princípios expressos em seus respectivos incisos.
Para fazer observar estes objetivos, deve o poder público, sem prescindir da livre iniciativa, intervir na economia, de modo direto ou indireto (MARQUES NETO). Sendo assim, o ordenamento jurídico possui diversos dispositivos que permitem uma intervenção através de instrumentos estatais, dentre eles encontra-se o fomento público.
O fomento, assim, é um instrumento de incentivo em que o poder público estabelece parcerias com o terceiro setor para promoção de serviços sociais diversos que devem ter como finalidade o interesse público (necessidade pública, utilidade pública, ou interesse social), como exemplo, a viabilização de grandes empreendimentos de infraestrutura necessários para aperfeiçoamento de atividades econômicas. Adota-se , dessa maneira, uma frente dupla de incentivos positivos à adoção de comportamentos desejáveis pelo Estado para satisfação de finalidade pública e de incentivos negativos para que o particular diminua ou cesse a realização de certas atividades (MARQUES NETO).
Destarte, verifica-se um conflito doutrinário quanto aos limites da utilização estatal do fomento perante a adoção da livre iniciativa, princípio fundamental para a atividade econômica nacional (art. 1º,CF). Percebe-se, dessa forma, a colisão de preceitos constitucionais, pois se indaga como atender a livre iniciativa em coexistência à valorização do trabalho (art. 170, caput, CF), por exemplo. É necessário um mínimo de intervenção para a regularização, normatização, das atividades econômicas garantindo outros tutelas constitucionais.
Visto isso, autores afirmam que é através do princípio da subsidiariedade que a intervenção estatal está prevista na Constituição, pelo qual legitima-se  a atividade de fomento. A opção de intervir ou não na ordem econômica está contida na demonstração de que tal intervenção é necessária à realização de um dado interesse público relevante e que a intensidade que isso ocorrerá é adequada e suficiente para ensejar tal objetivo (proporcionalidade). (MARQUES NETO)
Por conseguinte, pode-se inferir que a ideia de subsidiariedade perpassa pela questão da autonomia, pois esses indivíduos autônomos estão aptos a alcançar seus interesses e objetivos atingindo finalidades sociais, consequentemente. Quando está realidade não é possível, através do princípio da subsidiariedade, estaria justificada a ação estatal que pode ter como um de seus instrumentos o fomento. 

## Classificação[2]
Quanto à finalidade, far-se-á a classificação em: 1- Planejamento Estatal (abrangendo a ideia de atividades de desenvolvimento regional e as atividades supletivas do Estado); 2- O fomento social; 3- O fomento econômico; 4- O fomento institucional.
Como o próprio doutrinador Diogo de Figueiredo defende, a divisão metodológica para o estudo de tal tema corresponde “a uma classificação sob o critério dos fins a serem alcançados, e não dos meios empregados, uma vez que, por serem os seus instrumentos extremamente diversificados”, podendo abranger inúmeras formas, seja técnico, tributário, creditício, burocrático, entre outros.

### Planejamento Estatal
Tal vertente suje após acontecimentos políticos que ensejaram as Guerras Mundiais, onde se forçaram os Estados a uma concentração cada vez maior de recursos científico e tecnológico, tudo para atender aos megaconflitos bélicos, onde as grandes potencias buscavam hegemonia em tudo, acarretando numa crescente figura do Estado, seja na figura do Estado socialista ou na figura do Estado de Bem-Estar Social, devendo ser imputado a cada Estado seus erros históricos como decorrência da estatolatria, que se mostraram como meros instrumentos para a organização dos meios de forma eficaz e eficiente na busca pelos objetivos.
Diante da contemporaneidade e diversos fatores como o Neo constitucionalismo, consolidou-se uma visão mais pautada em princípios e humanitária, tendo como preceito a garantia e proteção da Carta Magna. Desta forma, segundo Diogo de Figueiredo, o planejamento estatal está intimamente ligado com uma ideia instrumental, sendo uma técnica social para tornar as funções sociais mais eficientes, buscando assim, através do Poder estruturado, agir conforme diretrizes constitucionais e em benefício da sociedade, “na concentração e direção dos meios que dela retira para alcançar as finalidades de interesse geral”.
No Brasil, adota-se a teoria de Karl Mannheim, acreditando na compatibilidade do Planejamento Estatal com a democracia, implantando um sistema misto, ou seja, adotando o planejamento impositivo para o Estado e adotando o planejamento indicativo para a sociedade, conforme previsto no art. 174 caput, da Constituição Federal. Com esse modelo, tornou-se possível o obtenção de resultados mais eficientes quando se trata de desenvolvimento, pois, por meio da cooperação ou da colaboração possibilitou uma maior integração social.
Neste sentido, a Constituição Federal, em seu artigo 21, IX, confere competência a União para “elaborar e executar planos nacionais e regionais de ordenação do território e de desenvolvimento econômico e social”. E especificadamente na ordem econômica, o exercício da função administrativa de planejamento é determinante para o setor público e indicativo para o setor privado (CF, art. 174, caput.). Podendo o Estado criar autarquias para o melhor desenvolvimento regional, podendo criar e manter empresas estatais consideradas de extrema importância para tal planejamento estatal, ou até promover a desestatização e privatização de setores que entender ser proveitoso.

### Fomento Social – "O Homem"
A Constituição Brasileira de 1988 ficou conhecida por ser a Constituição Cidadã, pois, elencou diversos preceitos fundamentais ligados a figura humana, seja em qualquer fase (criança, adolescente, adulto ou idoso), seja qualquer raça ou gênero, não fazendo distinção, mas buscando preservar nossas heranças culturais e ao mesmo tempo, incentivar a integração cultural. Nesse sentido, podemos recordar que em seu art. 150, VI, c, a CF promove a atuação privada que atender a esses objetivos, o fomento por meio da imunidade tributária.
Percebe-se desde logo, a importância dada ao tema “educação” na Constituição Brasileira de 1988, ao estabelecer competência comum à União, Estados, DF e Municípios para tratar de tal tema, bem como veda a instituição de impostos sobre instituições educacionais sem fins lucrativos (art. 150, VI, c). Percebe-se também o fomento público social do trabalho, visando a melhoria das condições do trabalhador e a assistência social, podemos citar a criação de instituições como o SENAI (indústria); SESI (indústria); SENAC  comércio); SESC (comércio); e SENAR (setor rural), todos visando fomentar o aspecto social, de forma mais específica o trabalho, seja por meio do lazer, aprendizado, entre outros. E assim, é possível perceber a preocupação da Constituição com o aspecto social em sua generalidade, abrangendo demais áreas como cultura; lazer; desporto; turismo; ambiental; rural e reforma agrária.

### Fomento Econômico – "A Empresa"
No conceito institucional de empresa convergem três elementos (conforme art. 966 do Código Civil), a vontade; os meios e os fins; A Constituição Brasileira não apenas reconhece a atuação empresarial, como também a estimula (art. 170), pois, percebe seu impacto na persecução do objetivo do Estado em garantir o desenvolvimento nacional, pois, a atividade empresarial confere maior qualidade de vida as pessoas, seja empresário, seja colaborador. Desta forma o Estado fomenta de diversas formas aquelas atividades empresariais que entender ser importante, agindo de diversas formas, seja técnico, tributário, creditício, burocrático, entre outros.

### Fomento institucional
Trata-se do incentivo estatal para a criação e fortalecimento de entes intermédios e a consequente expansão da administração associada.
Por um longo período de tempo, imperou, por influencia da tradição romanista, a divisão de interesses em públicos e privados. Era muito fácil, portanto, definir o ente competente para a satisfação de determinado interesse: se este fosse público, entes estatais deveriam satisfazê-lo; se fosse privado, entes privados. No entanto, principalmente nas últimas décadas do século XX, emergiram conceitos de novos tipos de interesses, sendo eles os coletivos e os difusos. Com essa ampliação do quadro de categorias (de interesses), surgiram, principalmente no campo dos interesses difusos, novos tipos de entidades que não são nem totalmente estatais e nem totalmente privadas; são as entidades intermédias. Essas entidades vieram para cooperar e colaborar com a administração publica em um regime administrativo associado. As entidades intermédias são, de acordo com as Leis 9.637 e 9.790, classificadas em organizações sociais e organizações da sociedade civil de interesses públicos.

##### Vantagens da administracao associada
O fomento institucional afigura-se como de grande importância para o desenvolvimento de uma administração pública cada vez mais democrática e participativa. Segundo o brilhante doutrinador Diogo de Figueiredo Moreira Neto, há uma tríade importante de vantagens da administração associada: a política, a técnica e a fiscal. A vantagem política consiste na maior legitimidade das decisões tomadas pelas entidades intermédias, já que estas decisões são tomadas pelos próprios administrados. A vantagem técnica reside na despolitização de inúmeras decisões, ou seja, decide-se não de acordo com o interesse de políticos e burocratas, mas sim em consonância com o interesse dos verdadeiros atingidos pela decisão. Já a vantagem fiscal está no fato de que os entes intermédios não geram novos ônus para o Estado, tornando desnecessária a cobrança de tributos para custear a satisfação do interesse em questão.

## Atividades de Fomento
Fernando Andrade de Oliveira, professor de direito administrativo da Faculdade de Direito da Universidade Federal do Paraná, aponta as seguintes atividades como sendo atividades de fomento.

### Subvenção
É o modo mais direto de realização de fomento de atividades privadas. Através de doações de recursos financeiros previstos nos orçamentos, o Estado subvenciona tais atividades. As subvenções usualmente costumam ser destinadas para atividades na área social e sem fins lucrativos.

### Financiamento
Iniciativas privadas com fins lucrativos também podem ser objetos de fomentos, entretanto, através de financiamentos; ou seja empréstimos de recursos financeiros com pagamento de juros reduzidos em comparação à pratica mercantil.

### Incentivos Fiscais
Talvez seja a atividade de fomento mais conhecida, haja vista sua grande aplicação. A imunidade tributária, incidente somente sobre os impostos, contempla comprometimentos com atividades elencadas no art. 150, VI, da Constituição de 1988:
- "Templos de qualquer culto" (atividade espiritual);
- "Patrimônio, renda ou serviços dos partidos políticos, inclusive suas fundações, das entidades sindicais dos trabalhadores, das instituições de educação e de assistência social, sem fins lucrativos, atendidos os requisitos da lei";
- "Livros, jornais, periódicos e o papel destinado a sua impressão"(atividade cultural);
- "Fonogramas e videofonogramas musicais produzidos no Brasil contendo obras musicais ou literomusicais de autores brasileiros e/ou obras em geral interpretadas por artistas brasileiros bem como os suportes materiais ou arquivos digitais que os contenham, salvo na etapa de replicação industrial de mídias ópticas de leitura a laser" (atividade cultural).

É possível também que o Estado apoie atividades privadas que tenham utilidade pública e sejam consideradas benéficas à ascensão material do país, através de outros favores fiscais.

### Doação, Venda, Cessão/Concessão e Desapropriação
As doações, vendas, cessões ou concessões podem ser feitas sobre o uso de terras e outros bens públicos móveis ou imóveis. Já as desapropriações dizem respeito a bens de terceiros.
Todas essas formas de se praticar atividade de fomento devem favorecer entidades privadas sem fins lucrativos e que por óbvio realizem atividades que sejam de interesse da coletividade, beneficentes e/ou culturais.

## Eleição dos beneficiários[1]
Toda intervenção estatal no domínio econômico atinge de maneira distinta os particulares, sendo alguns mais beneficiados do que outros. Floriano Peixoto de Azevedo Marques Neto nos dá brilhante exemplo para ilustrar essa situação: a desapropriação de uma vasta área onde existe uma instalação fabril abandonada, na qual o proprietário pretende construir um empreendimento imobiliário, com vistas à implementação de um parque para recreio da população, beneficia muito mais os proprietários lindeiros do que o particular expropriado, já que este, mesmo recebendo uma justa indenização, deixara de lucrar com o empreendimento que pretendia construir; já aqueles, terão seus imóveis bastante valorizados pela presença do parque.
Ocorre que, na atividade de fomento estatal, esse aspecto de maior benefício para alguns do que para outros é extremamente saliente. De acordo com Gaspar Ariño, “as medidas de fomento supõem beneficiar a alguns sujeitos privados concretos, e não a todos”. Dessa maneira, a entidade publica fomentadora deve tomar bastante cuidado com a escolha dos beneficiários do fomento. É necessário que exista uma estreita relação entre a atividade particular fomentada e o interesse público que se pretende satisfazer com o fomento. Além disso, a eleição do beneficiário deve ser objetiva, ocorrendo a partir de fatores de discrímen aferíveis e legítimos. 

## Fomento Positivo e Negativo
De acordo com Floriano Peixoto de Azevedo, "o fomento pode ser definido como a atividade estatal de incentivo positivo ou negativo a outra atividade desenvolvida por um ou vários particulares, de forma a condicionar o comportamento privado". Primeiro, o fomento positivo caracteriza-se pela promoção de determinadas atividades por meio de medidas "de caráter premial e natureza não coativa", de modo a "tornar a atividade privada mais viável, interessante ou abrangente". Por sua vez, o fomento negativo é efetuado por meio do "abrandamento ou intensificação pontual e direcionada de medidas ou restrições estatais, com vistas a induzir, incentivar ou desincentivar ações dos agentes privados e com isso obter o desenvolvimento ou a redução de certas atividades pretendidas ou indesejadas".

## Competências Federativas
A Constituição Federal de 1988 atribui a atividade fomentadora ao Estado em seus artigos 173 e 174, e ao Poder Público no artigo 175. Ambas as denominações devem ser interpretadas, segundo Floriano Peixoto de Azevedo, como a "universalidade dos entes constituintes da federação", ou seja, todo o complexo que abrange a União, os Estados, os Municípios e o Distrito Federal são competentes para exercer tais atividades, porquanto "é a eles, de forma comum e indistinta, que cumpre a consecução dos objetivos e princípios constantes do artigo 170". Portanto, não há menção alguma no texto constitucional sobre determinada reserva de competência do fomento público, incumbindo a um ente federativo exclusividade para desempenhar essa função em detrimento de outro. Dessa forma, concretamente a competência material de dada intervenção fomentadora será determinada de acordo com o alcance dos objetivos e a concentração do interesse público que se deseja atender.